# 68K/OS

68K/OS je bio računalni operacijski sustav kojeg je razvijao GST Computer Systems za mikroračunalo Sinclair QL.
Sinclair Research ga je naručio u veljači 1983. godine, ali nakon što je QL službeno predstavljen u siječnju 1984., 68K/OS je bio odbijen, a QL se isporučivao sa Sinclairovim vlastitim operacijskim sustavom Qdos.
GST je kasnije izdao 68K/OS kao inačicu za Qdos. Bila je u obliku kartice za proširenje EPROM. Planiralo ga se rabiti na računalima na jednoj ploči ("single-board computer") temeljenim na QL-ovom sklopovlju.
Operacijski sustav su razvijali Chris Scheybeler, Tim Ward, Howard Chalkley i drugi.[nedostaje izvor]
Napravilo se nekoliko takvih kartica za ROM; stoga danas "preživjeli" primjerci postižu visoke cijene.

## Vanjske poveznice
- GST Assembler, Adder Assembler - Sinclair User, April 1985
- Galerija slika QL-ova
- 68k/OS Priručnici i dokumentacija